# 소비 (후한)
소비(蘇飛, ? ~ ?)는 중국 후한 말의 무장이다.

## 생애
황조(黃祖)의 밑에서 도독(都督)을 지냈고, 감녕(甘寧)의 능력을 높이 사 그를 존중하고 잘 대우하였다.
황조가 산적 출신의 감녕을 냉대하자 소비는 황조에게 감녕을 중용하도록 진언했지만, 받아들여지지 않았다. 결국 소비는 주현(邾縣)의 장(長)에게 감녕을 추천하여, 감녕이 손권(孫權) 밑으로 들어갈 수 있게 하였다.
208년, 손권이 강하(江夏)를 침공하여 황조를 토벌할 당시에 소비는 손권의 군대에 체포되었다. 손권은 소비를 처형하려고 했지만, 감녕이 불우한 처지를 보낼 때 자신을 도와준 소비의 구명을 호소해 살아남게 되었다.

## 같이 보기
- 감녕